# Ausón
En la mitología griega, Ausón, Ausono o Ausonio (en griego Αὔσων) era el personaje epónimo de Ausonia, que, según los antiguos, habría sido uno de los primeros nombres de Italia. También dio su nombre a los ausonios y es mencionado por abolengo como hijo de Calipso y Odiseo. La tradición antigua ya se refiere a Ausonia como una vasta porción de Italia; los ausones habrían emigrado a Sicilia. Licofrón dice que Ausón también podría ser hijo de Calipso y Atlas, o bien era hijo de Ítalo (epónimo de Italia) y de una tal Leutaria.
Tzetzes dice los hijos de Odiseo y Circe dieron sus nombres a varios territorios itálicos. Estos hijos eran Telégono, Ardeas, Latino, Ausono y Casífone. Dionisio de Halicarnaso dice que Enotro, que conducía la mayor parte de una expedición, llegó a otro mar que se extiende por la parte occidental a lo largo de toda Italia, y que entonces se llamaba Ausonio por sus habitantes, los ausonios, pero cuando los tirrenos se hicieron los dueños del mar, adoptó el nombre que ahora tiene. Italia había recibido diferentes nombres según los poetas antiguos: Artesa, luego Saturnia por Crono, después Ausonia por Ausón, más tarde Tirrenia y finalmente Italia por Ítalo.
Se dice que antiguamente las islas de Eolo estaban deshabitadas, pero que después Líparo, el hijo del rey Ausón, derribado por sus hermanos que se rebelaron contra él pero teniendo a su disposición naves de guerra y soldados, huyó de Italia rumbo a Lípara, que por él recibió este nombre. Cíane, la hija de Líparo, fue la esposa de Eolo, el guardián de los vientos.